# Мови Ізраїлю

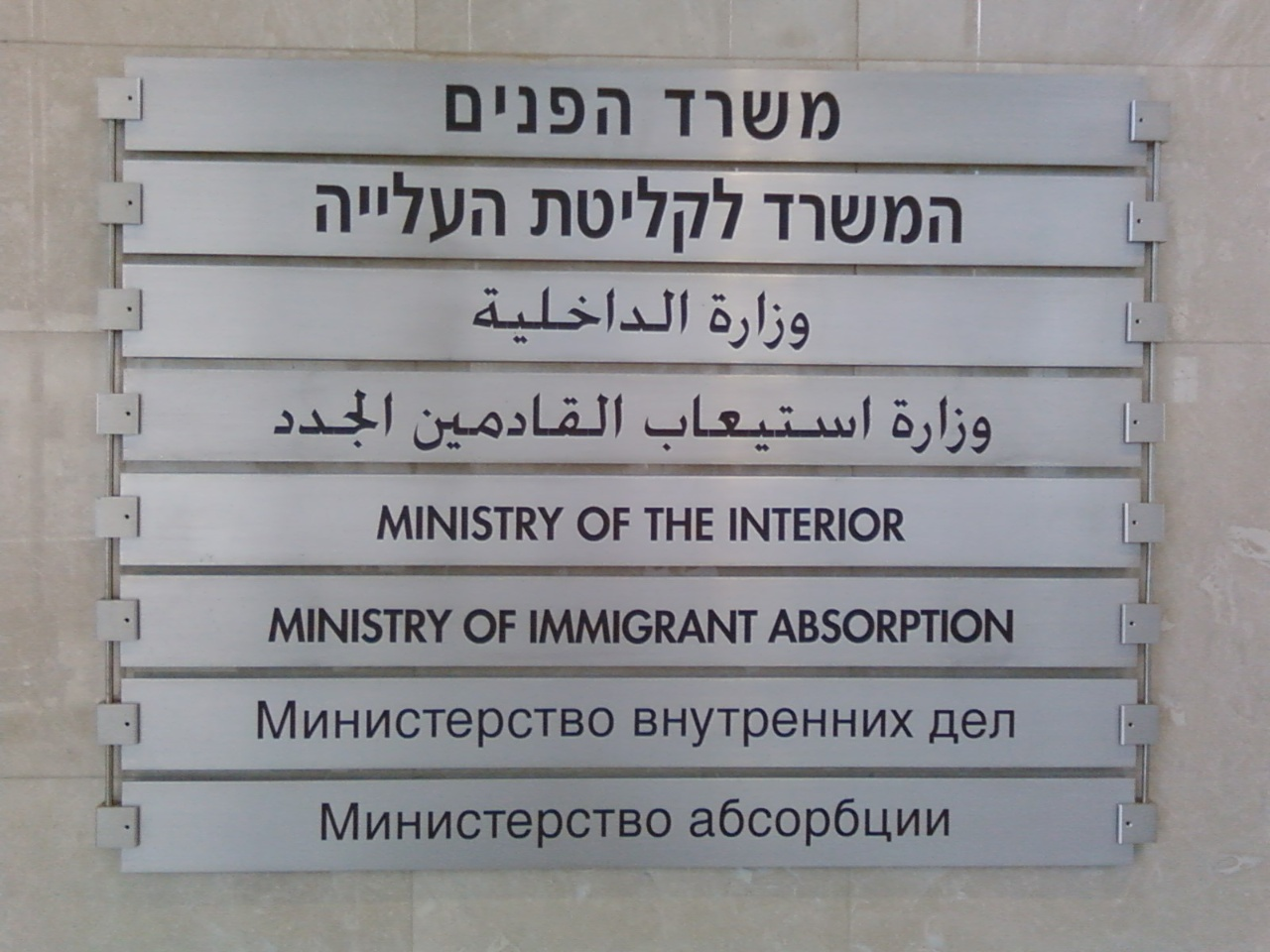
Вивіска в Міністерстві внутрішніх справ / Міністерстві абсорбції в Хайфі. Зверху вниз: іврит, арабська, англійська та російська

Ізраїль — багатомовна країна. Офіційною мовою є іврит; арабська має особливий статус. Крім того, поширені англійська та російська, а також французька, амхарська (ефіопська), іспанська, румунська, польська, ідиш, ладіно, угорська. Всього, згідно з сайтом Ethnologue, до мов Ізраїлю відносяться 39 мов і діалектів, включаючи жестові мови.

## Іврит
На івриті в 1998 році в Ізраїлі говорило 4,85 млн осіб. Станом на 2011 рік, 5% дорослого єврейського населення і 22% дорослого арабського населення слабо володіють розмовною івритом, 10% і 26% - на підставі письма.

## Арабська
Арабська мова є рідною для ізраїльських арабів, які становлять приблизно п'яту частину населення країни. 
Протягом багатьох років ізраїльська влада неохоче використовувала арабську мову, за винятком випадків, коли це було прямо передбачено законом наприклад, у попередженнях про небезпечні хімічні речовини), або коли зверталася до арабомовного населення. Ситуація змінилася після рішення Верховного суду в листопаді 2000 року, який  постановив, що, хоча арабська мова є другою після івриту, її використання має бути набагато ширшим. Відтоді всі дорожні знаки, етикетки на харчових продуктах і повідомлення, опубліковані або розміщені урядом, також мають бути перекладені на літературну арабську мову, якщо тільки вони не видані місцевою владою виключно івритомовної громади. Станом на грудень 2017 року 40% цифрових табло на громадських автобусах по всій країні містять інформацію про маршрути івритом та арабською мовою, а з 2015 року арабська мова все частіше з'являється на знаках уздовж автомагістралей і на залізничних станціях.

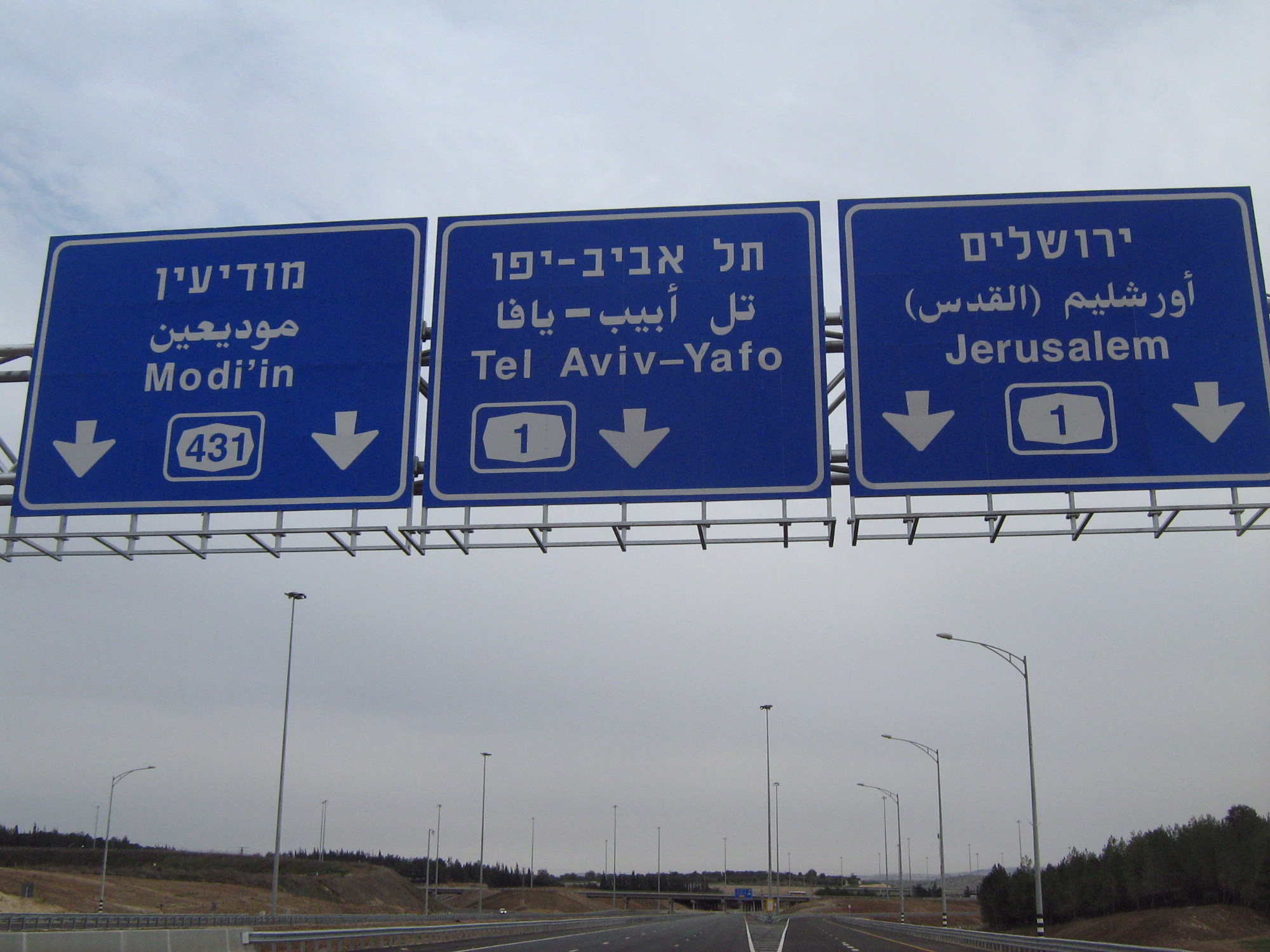
Дорожні знаки в Ізраїль (іврит, арабська, англійська)

## Російська
Зараз в країні більше 20% населення вільно розмовляє російською мовою. В останні десятиліття в Ізраїль прибуло близько мільйона російськомовних євреїв і членів їх сімей, більшість з них зберегли російську мову як основну мову спілкування в сім'ї і між собою. Процес збігся зі зміною в мовній практиці Ізраїлю, яка з кінця 80-х років змінилася в бік більшої толерантності до багатомовності. Для багатьох репатріантів рідною для яких російська мова представляє значну цінність незалежно від їхньої мотивації опанувати івритом. Для них характерна установка на двомовність (хоча, з іншого боку, нове покоління, яке народилося або яке виросло в Ізраїлі, в повсякденному житті віддає перевагу івриту).

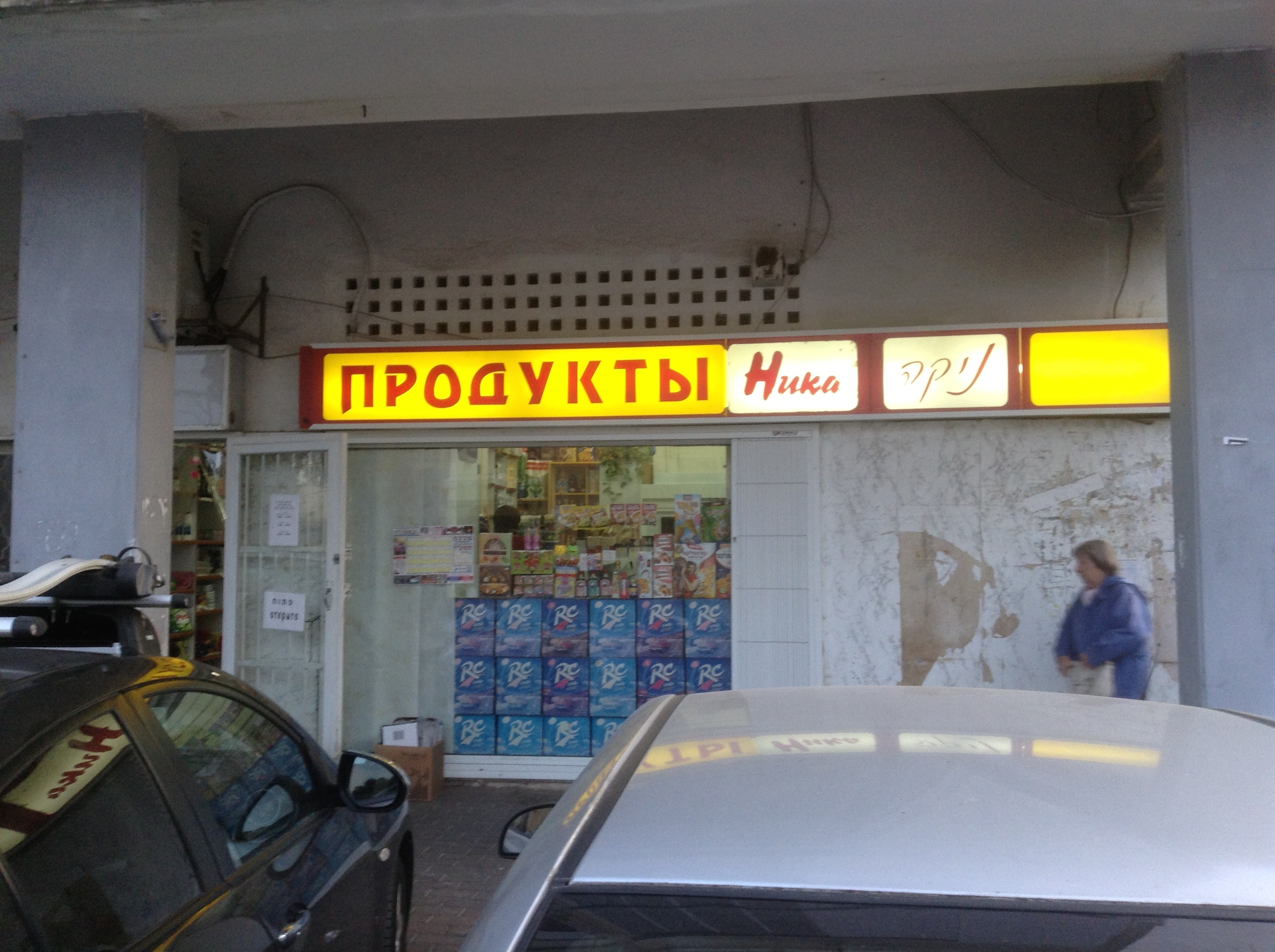
Російськомовний магазин у Хайфі

## Їдиш
За оцінкою Ethnologue на 2016 рік, 166 тис. осіб (2.6% від чисельності євреїв в Ізраїлі) говорили на їдиші .